# تپه قلعه چی زالیان
تپه قلعه چی زالیان مربوط به دوران پیش از تاریخ ایران باستان است و در شهرستان شازند، بخش زالیان، روستای قلعه چی واقع شده و این اثر در تاریخ ۹ اردیبهشت ۱۳۸۲ با شمارهٔ ثبت ۸۵۹۸ به‌عنوان یکی از آثار ملی ایران به ثبت رسیده است.